# Footbag

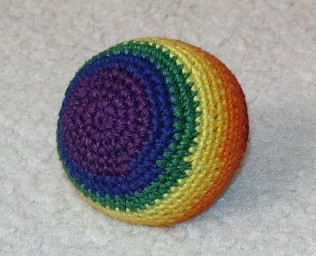
Una palla da footbag

Il footbag è una disciplina sportiva, nella quale si usa una piccola palla di stoffa piena di sassolini, palline di plastica o materiali simili.
La disciplina ha avuto origine in Asia secoli addietro. La sua versione occidentale è stata reinventata nel 1972 ad Oregon City (Oregon), negli Stati Uniti d'America da Mike Marshall e John Stalberger, che brevettarono e in seguito cedettero il marchio Hacky Sack.
Il termine è in realtà riferito a una serie di diverse discipline sportive che hanno in comune lo stesso attrezzo, anch'esso definito footbag o Hacky Sack. 
In tutte le sue varianti questo sport permette di esercitare la coordinazione, la velocità e la precisione del movimento del corpo.

## Discipline principali

### Freestyle
Nel Freestyle Footbag l'obiettivo è quello di compiere acrobazie con la palla. Il gioco è una via di mezzo tra un classico sport di figura (come la ginnastica artistica) e un'arte marziale. Le figure (trick) più comuni consistono nel bloccare la palla (con il piede, il tallone, o dietro al collo) o nel compiere acrobazie mentre la palla è in volo (usando ad esempio una gamba per descrivere una traiettoria circolare intorno ad essa). Comunque, una componente fondamentale del freestyle è la creazione di figure differenti e originali.
Esiste un campionato mondiale di Freestyle Footbag, giunto nel 2009 alla sua 30ª edizione.

### Footbag net
Il Footbag net è uno sport di opposizione molto simile al footvolley, ma l'attrezzo usato è una palla da footbag. Due giocatori o due squadre devono lanciarsi la palla ai lati di una rete alta circa 1,5 metri, evitando che essa tocchi il terreno nel proprio campo di gioco. Esso combina le regole del badminton (di cui adotta le dimensioni del campo), della pallavolo (il vecchio sistema di punteggio), e del tennis (il servizio in diagonale). Rispetto a queste discipline però l'unico contatto con la palla ammesso è al di sotto del ginocchio.

### Circle kicking
Il circle kicking è la specialità più popolare di footbag. Consiste essenzialmente in un gruppo di giocatori disposti in circolo, con l'obiettivo di passarsi la palla evitando che essa tocchi il terreno.
Il circle kicking è in genere una disciplina non competitiva, mirata al divertimento di tutti i giocatori e alla socializzazione. 
Esiste tuttavia la possibilità di perseguire alcuni record. Fin dal 1980 il Guinness Book of World Records registra diversi primati di circle kicking o discipline affini: essi riguardano per esempio il numero di tocchi al volo consecutivi (63.326 in circa 9 ore), il maggior numero di tocchi in 5 minuti (1019) o il più numeroso circolo di giocatori (946).

### Hacky Attack

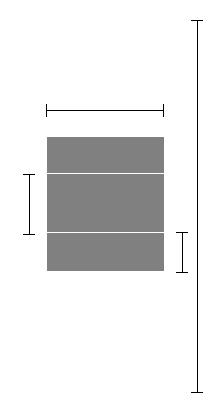
campo di gioco di Hacky Attack

L'Hacky Attack è una particolare disciplina di footbag, giocata da due squadre composte di due giocatori ciascuna. Si pratica su un campo, generalmente di sabbia, formato da un rettangolo di 10 x 15 metri. Uno dei due giocatori, il lanciatore, tenta di colpire con la palla (footbag) il lanciatore avversario, il quale cerca invece di evitare di essere colpito. L'altro giocatore, il ricevitore, ha invece il compito di raccogliere la palla e passarla al proprio lanciatore. Quando un lanciatore viene colpito, si scambia di posizione con il compagno. La prima squadra che raggiunge 5 punti (il punto si segna ogni volta che il lanciatore avversario viene colpito) vince la partita.

### Hit the man
Questa particolare disciplina, praticata soprattutto nel Nord Italia, è stata fondata nel 2009 da alcuni studenti universitari e consiste nel colpire l'avversario con tiri precisi e spettacolari, in strada o in luoghi pubblici.
In questo gioco la Footbag è comunemente chiamata Street Ball, proprio per l'attitudine a giocare tra la folla.